# Mantak Raya
Mantak Raya is een bestuurslaag in het regentschap Pidie van de provincie Atjeh, Indonesië. Mantak Raya telt 370 inwoners (volkstelling 2010).